# Инженерная графика

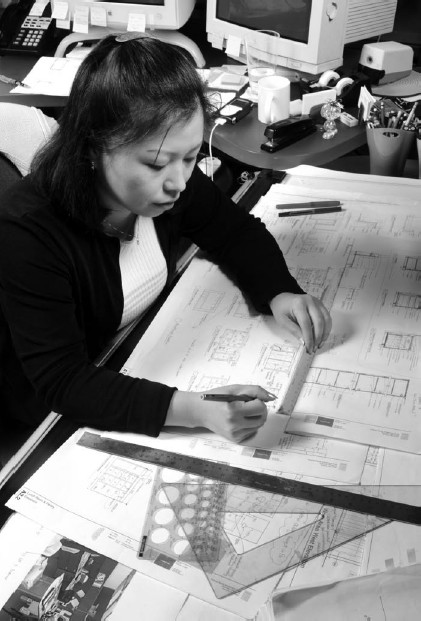
Черчение на практике

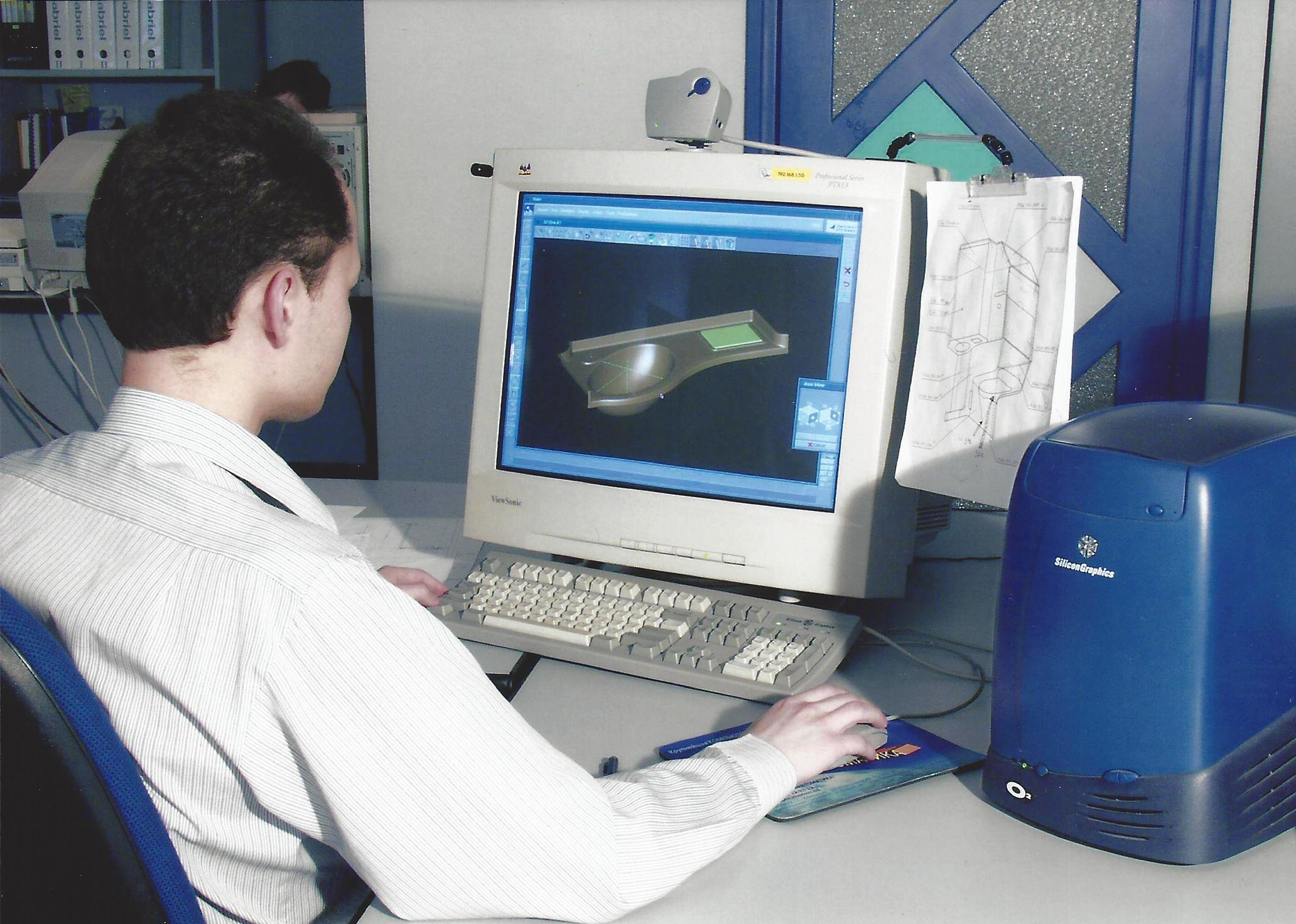
Использование САПР в 1999 году

Инжене́рная гра́фика — комплекс дисциплин с необходимым объемом знаний для выполнения графических работ инженерной практики. Может включать начертательную геометрию, теорию перспективы, техническое и архитектурное черчение и рисование и т.д. Черчение — прикладная техническая дисциплина, содержащая правила и приемы выполнения чертежей, графиков, схем, карт в определенной области науки и техники. Многие дисциплины, входящие в инженерную графику, являются видами черчения. Черчение вместе с рисованием составляют графику, в которой изображение создается с преобладанием линий.

## История инженерной графики
В процессе расширения знания и областей человеческой деятельности происходила эволюция, от умения переносить зрительные образы на поверхность в виде контуров предметов до создания инженерной графики.

### Аналитическая геометрия и декартова система координат

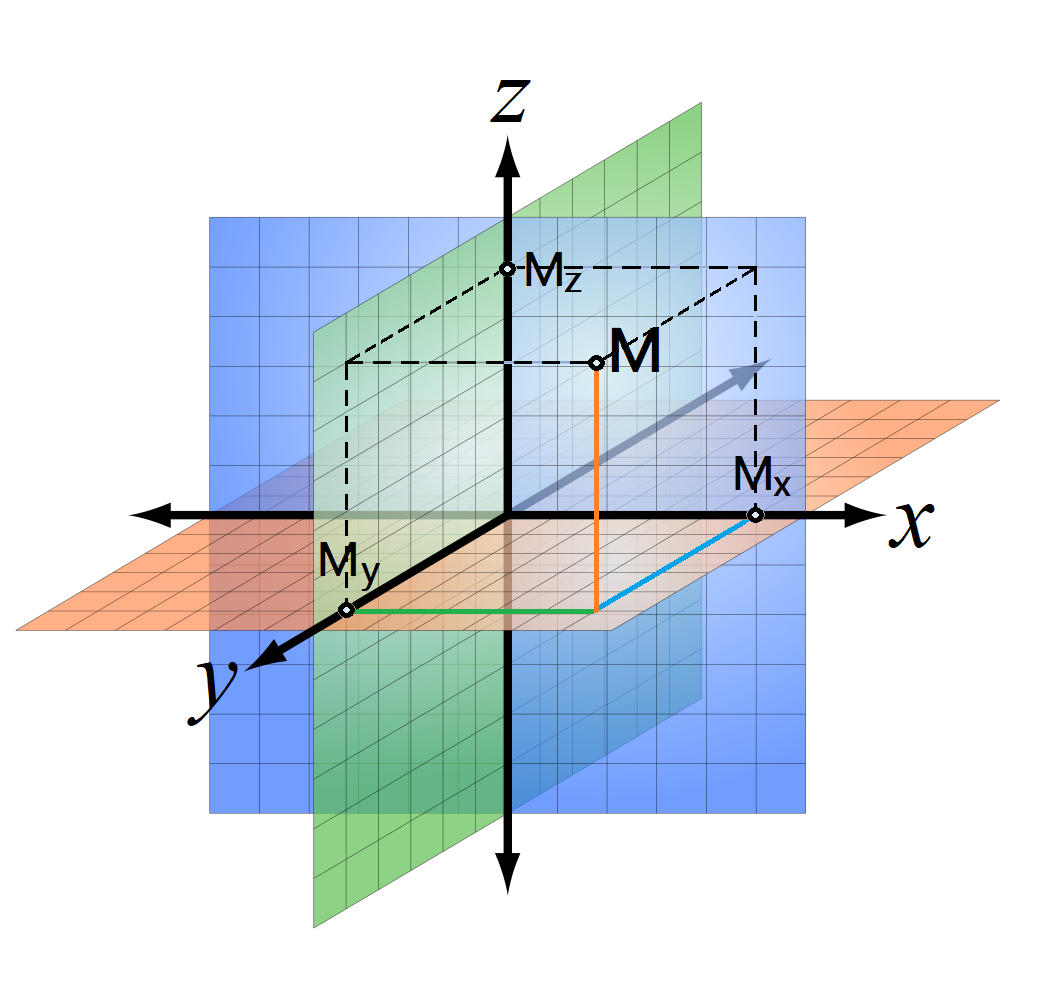
Декартова трёхмерная левосторонняя система координат. Ox — ось абсцисс, Oy — ось ординат, Oz — ось аппликат. Декартовыми прямоугольными координатами x, y и z точки М называются величины направленных отрезков ОМ_{x}, OM_{y} и OM_{z}.

В аналитической геометрии каждая точка трёхмерного пространства описывается как набор из трёх величин — координат. Задаются три взаимно перпендикулярных координатных оси, пересекающихся в начале координат. Положение точки задаётся относительно этих трёх осей заданием упорядоченной тройки чисел. Каждое из этих чисел задаёт расстояние от начала отсчёта до точки, измеренное вдоль соответствующей оси, что равно расстоянию от точки до плоскости, образованной другими двумя осями.
В основе этого метода лежит так называемый метод координат, впервые сформулированный Пьером Ферма в рукописном трактате «Введение в изучение плоских и телесных мест» («Ad locos planos et solidos»). Независимо от Ферма, этот принцип был изложен Рене Декартом (René Descartes) в трёх книгах «Геометрии» в 1637 году. Каждому геометрическому соотношению этот метод ставит в соответствие некоторое уравнение, связывающее координаты фигуры или тела, и наоборот. Такой метод «алгебраизации» геометрических свойств доказал свою универсальность и плодотворно применяется во многих естественных науках и в технике.
Прямоугольная система координат названа в честь Декарта, хотя в его сочинении «Геометрия» (1637 год) рассматривались косоугольная двумерная система координат, в которой координаты точек могли быть только положительными. В издании 1659—1661 годов к «Геометрии» приложена работа голландского математика И. Гудде, в которой впервые допускаются как положительные, так и отрицательные значения двумерных координат. Пространственную (трёхмерную) декартову систему координат ввёл в 1679 году французский математик Ф. Лаир. Из всей терминологии, предложенной Лаиром, привилось только обозначение О (фр. origine — начало). В начале XVIII века Жераром Дезаргом были введены обозначения {\displaystyle x}, {\displaystyle y} и {\displaystyle v}.

### Разработка основ начертательной геометрии

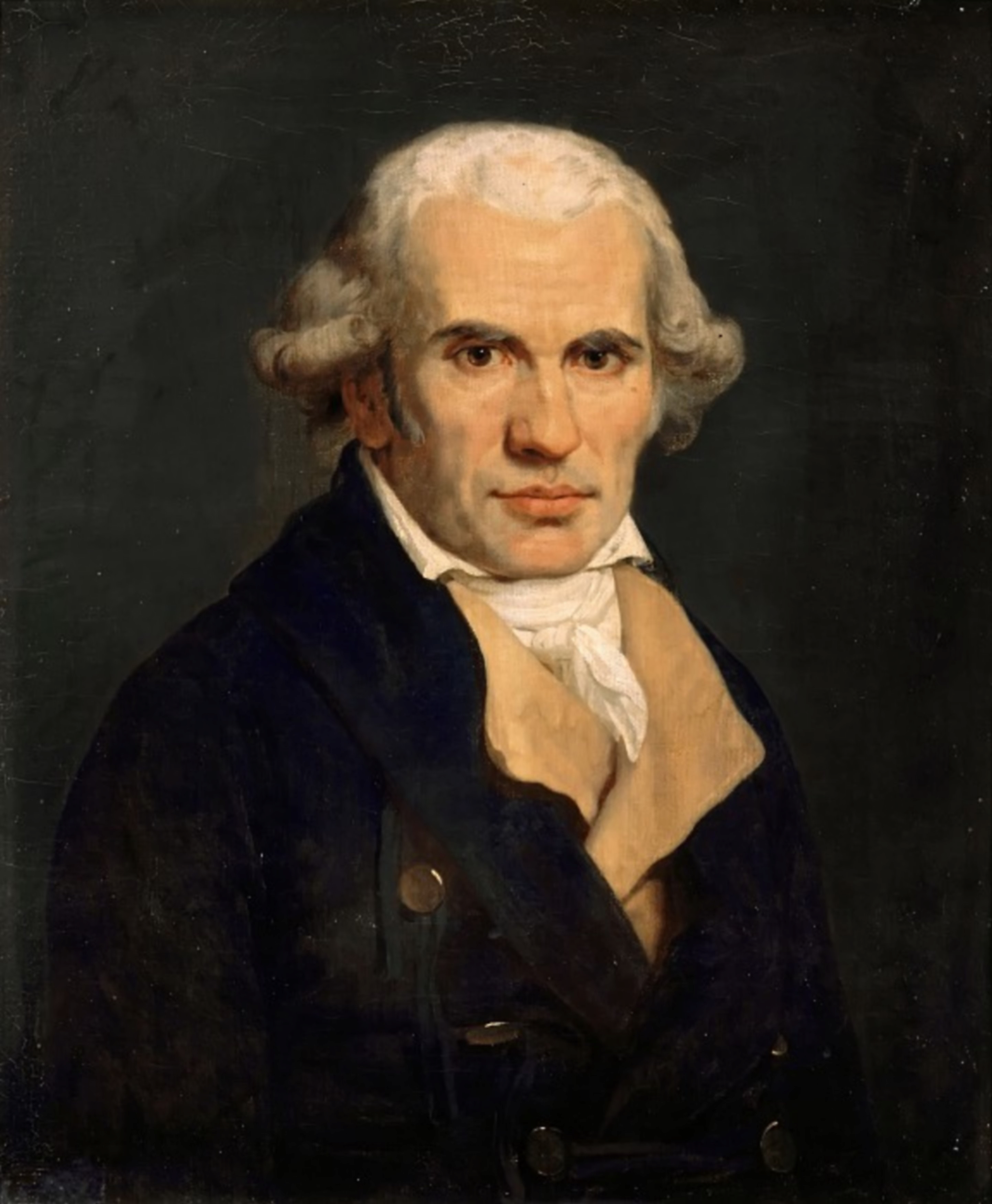
Гаспар Монж (1746—1818), граф де Пелюз.

Механики Древнего мира, Средневековья и Возрождения составляли чертежи в процессе изготовления и монтажа различных изделий. Большинство этих чертежей не сохранилось, поскольку они являлись тайной династий строителей и механиков, а также гильдий ремесленников.
Индустриальная революция и, сопутствующее ей массовое производство, требовали унификации и информативности чертежей, а также простоты их изготовления. Сохранились, например, чертежи русских механиков—самоучек Кулибина И. П (1735—1818 гг.), Ползунова И. И. (1726—1766 гг.). Однако, честь считаться основателем начертательной геометрии досталась французскому ученому Гаспару Монжу.
В своей книге «Geometrie descriptive» («Описательная геометрия»), опубликованной в 1798 г., Гаспар Монж изложил общую геометрическую теорию, дающую возможность на плоском листе, содержащем ортогональные проекции трёхмерного тела, решать различные стереометрические задачи.
Им была создана абстрактная геометрическая модель реального пространства, согласно которой каждой точке трёхмерного пространства ставится в соответствие две её ортогональные проекции на взаимно перпендикулярные плоскости. Со временем, проекционный чертёж, построенный по правилам начертательной геометрии, становится рабочим инструментом инженеров, архитекторов и техников всех стран.
Монж использовал в своей теории термины «горизонталь», «горизонтальная линия проекции» и «горизонтальная плоскость проекций», а также «вертикаль», «вертикальная линия проекции» и «вертикальная плоскость проекций». Наличие установившихся терминов в профессиональной среде, по мнению Монжа, является достаточным основанием к отказу от введения в оборот более общей абстрактной терминологии:
```
«Кроме того, поскольку большинство специалистов, применяющих метод проекций, привыкло иметь дело с положением горизонтальной плоскости и направлением линии отвеса, они обычно предполагают, что из двух плоскостей проекций одна — горизонтальная, а другая — вертикальная.»
```

## Геометрическое черчение
С современной её виде, геометрическое черчение представлена двумя двумя направлениями начертательной геометрии:
- теоретической наукой, изучающей пространственные фигуры при помощи их проецирования (проложения) перпендикулярами на некоторые три плоскости, которые рассматриваются затем совмещёнными одна с другой;
- а также, как инженерная дисциплина, представляющая двумерный геометрический аппарат и набор алгоритмов для исследования свойств геометрических объектов.

Практически начертательная геометрия ограничивается исследованием объектов трёхмерного евклидова пространства. Исходные данные должны быть представлены в виде двух независимых проекций. В большинстве задач и алгоритмов используются две ортогональные проекции на взаимно перпендикулярные плоскости.
В настоящее время дисциплина не имеет практической ценности в силу развития вычислительной техники и аппарата линейной алгебры (повсеместного применения компьютерного моделирования), но, вероятно, незаменима как составляющая общего инженерного образования на машиностроительных и строительных специальностях.

## Проекционное черчение
Существует два метода проецирования.
1. Метод центрального проецирования, или конической перспективы, дающий изображения предмета таким, каким мы его видим. В изображениях, выполненных этим методом, линии различного направления уменьшаются не в одинаковое число раз, что не позволяет судить о действительных размерах той или иной части предмета. Поэтому метод центральных проекций не нашёл широкого применения в машиностроении, но используется в архитектурных проектах при выполнении перспективы зданий и в живописи.
2. Метод параллельного проецирования основан на предположении бесконечной удалённости центра проекций. В этом случае проецирующие лучи практически параллельны друг другу, и размерное несоответствие линий, рисующее центральным проекциям, исключается.[11]

Продуктом проекционного черчения является чертёж — графический конструкторский документ, содержащий изображение инженерного объекта (например, детали, сборочной единицы, изделия, здания, сооружения и т. п.), а также данные, необходимые, в зависимости от конструктивного уровня, для его изготовления, сборки, монтажа, упаковывания, строительства, контроля и др.. Обычно чертеж содержит двухмерные и трехмерные виды, размеры, текстовые надписи и таблицы.

### Классификация чертежей
Классификация чертежей Межгосударственным стандартом проведена:
1. по отраслям: технические чертежи, строительные чертежи;
2. по назначению — в каждой из двух выше указанных отраслей.

Технические чертежи, согласно ГОСТ 2.102 2013, классифицируются по назначению:
- чертеж детали — документ, содержащий изображение детали и другие данные, необходимые для её изготовления и контроля;
- сборочный чертеж — документ, содержащий изображение сборочной единицы и другие данные, необходимые для её сборки (изготовления) и контроля. К сборочным чертежам также относят чертежи, по которым выполняют гидромонтаж и пневмомонтаж;
- чертеж общего вида — документ, определяющий конструкцию изделия, взаимодействие его составных частей и поясняющий принцип работы изделия;
- теоретический чертеж — документ, определяющий геометрическую форму (контур) изделия и координаты расположения составных частей;
- габаритный чертеж — документ, содержащий контурное (упрощенное) изображение изделия с габаритными, установочными и присоединительными размерами;
- электромонтажный чертеж — документ, содержащий данные, необходимые для выполнения электрического монтажа изделия;
- монтажный чертеж — документ, содержащий контурное (упрощенное) изображение изделия, а также данные, необходимые для его установки (монтажа) на месте применения. К монтажным чертежам также относят чертежи фундаментов, специально разрабатываемых для установки изделия;
- упаковочный чертеж — документ, содержащий данные, необходимые для выполнения упаковывания изделия.

Строительные чертежи в составе проектной документации для строительства классифицируются по назначению:
- в ГОСТ 21.501-2011:

1. чертежи архитектурных решений — чертежи здания или сооружения, отображающие авторский замысел объекта с комплексным решением пространственных, планировочных, функциональных и эстетических требований к нему, зафиксированный в виде контурного условного изображения несущих и ограждающих конструкций;
2. чертежи конструктивных решений — чертежи, отображающие в виде условных изображений строительные конструкции (железобетонные, каменные, металлические, деревянные, пластмассовые и т. п.), примененные в зданиях или сооружениях, и их взаимное размещение и соединение;

- в ГОСТ 21.508-93:

1. рабочие чертежи генерального плана;
2. эскизные чертежи общих видов нетиповых изделий, конструкций, устройств и малых архитектурных форм (эскизные чертежи общих видов нетиповых изделий);,

- и т. п.

По методу проектирования: сначала построение 3D, потом чертежи, а также в обратном порядке.
По носителю: цифровые, бумажные.

### Выполнение чертежей

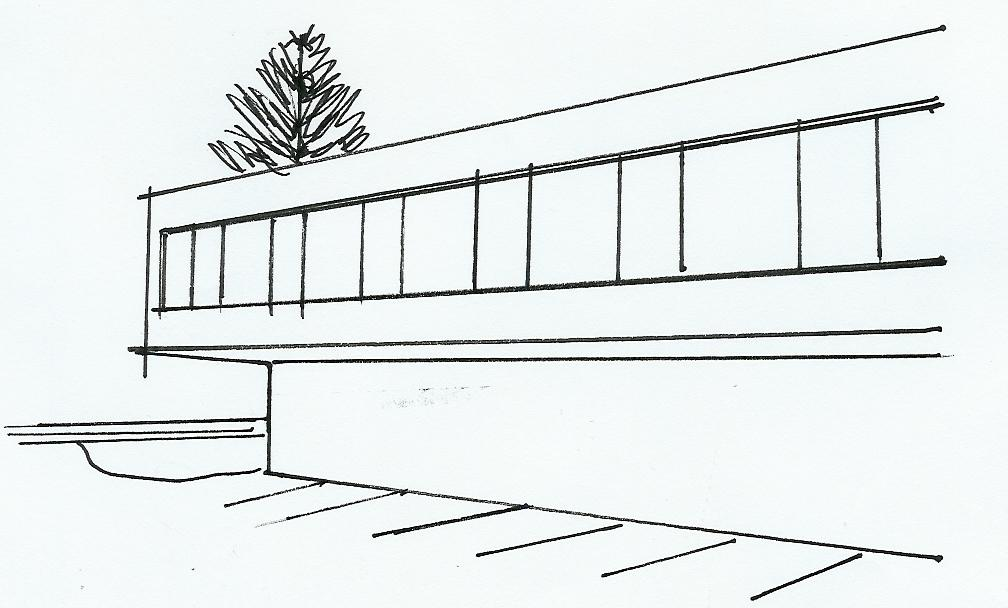
Фасад здания

Выполнение чертежей, коротко «черчение», осуществляется в рамках инженерной графики, по правилам, определяемым комплексом государственных стандартов (ГОСТ), например, в России — по «Единой системе конструкторской документации» (ЕСКД), соответствующей нормам международных стандартов.
С развитием графической статики при помощи черчения стали легко и быстро решать множество численных задач, встречающихся при проектировании сооружений и машин и требующих сложных алгебраических выкладок.
Архитектурное черчение пользуется другими условными обозначениями и приёмами, но тоже требует точного соблюдения размеров, так как их определяют при пользовании планом непосредственным измерением при помощи циркуля и масштаба. В заводских чертежах, даваемых в руки рабочим-исполнителям, большей частью допускается более грубое исполнение, потому что главные размеры обыкновенно надписываются, а самые чертежи часто исполняются в натуральную величину.
В старину было принято тщательно отделывать все инженерные, архитектурные и машиностроительные чертежи: вычерчивать тонкими линиями, тщательно раскрашивать и даже оттенять округлые поверхности размыванием туши.

### Виды параллельного проецирования

#### Прямоугольное проецирование

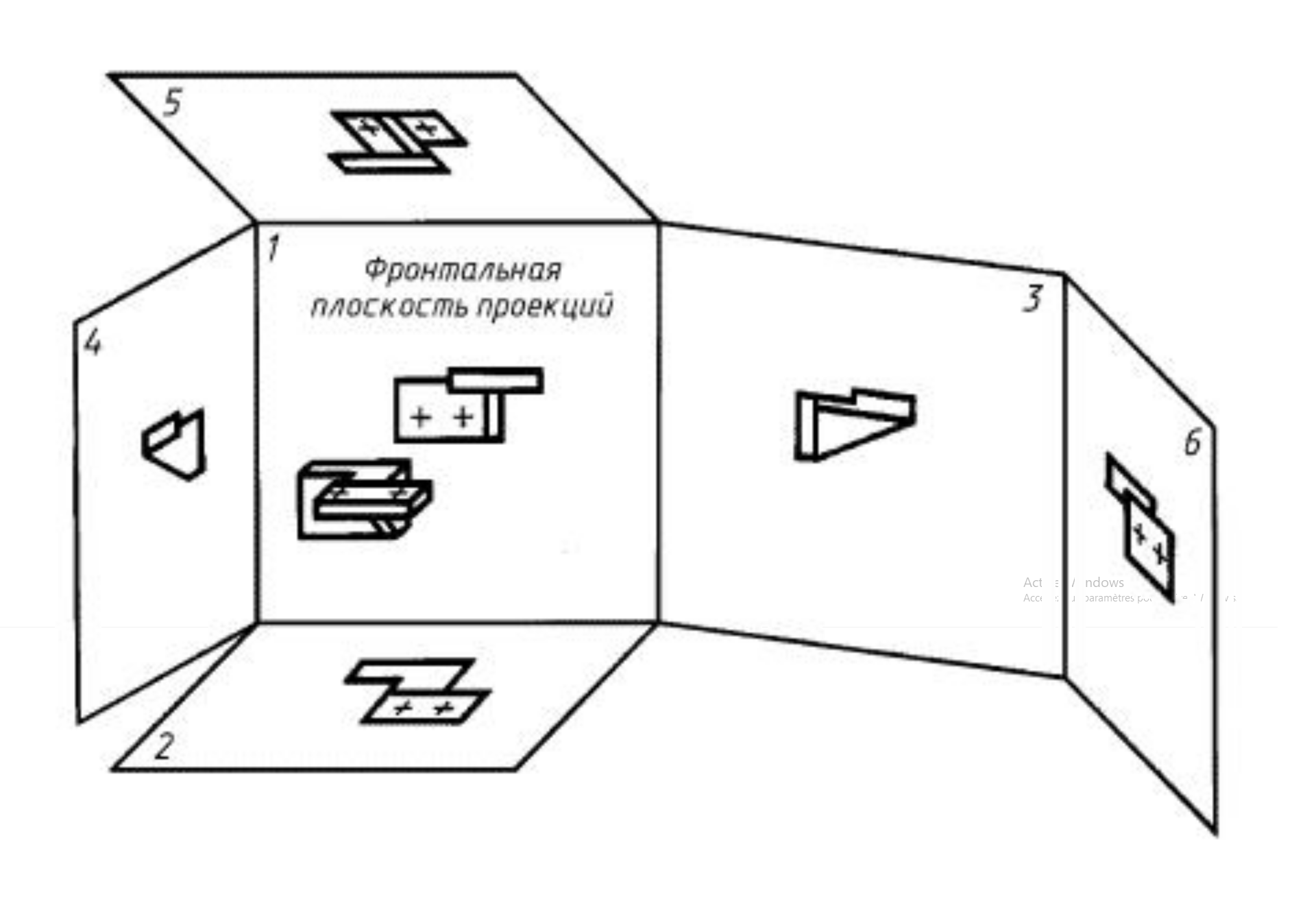
Изображения предмета на чертеже по методу прямоугольного проецирования.

Изображения предметов должны выполняться на чертежах (электронных моделях) всех отраслей промышленности и строительства по методу прямоугольного проецирования. При этом предмет предполагается расположенным между наблюдателем и соответствующей плоскостью проекций..
Установлены следующие названия видов, получаемых на основных плоскостях проекций:
1. — вид спереди (главный вид); на фронтальной плоскости проекций П2;
2. — вид сверху; на горизонтальной плоскости проекций П1;
3. — вид слева; на профильной плоскости проекций П3;
4. — вид справа;
5. — вид снизу;
6. — вид сзади.[16][17]

#### Аксонометрическая проекция

Проецирование параллелепипеда на плоскость П' методом аксонометрии.

Аксонометри́ческая проекция (от др.-греч. ἄξων «ось» + μετρέω «измеряю») — способ изображения геометрических предметов на чертеже при помощи параллельных проекций.
Предмет с системой координат, к которой он отнесён, проецируют на произвольную плоскость (картинная плоскость аксонометрической проекции) таким образом, чтобы эта плоскость не совпадала с его координатной плоскостью. В этом случае получаются две взаимосвязанные проекции одной фигуры на одну плоскость, что позволяет восстановить положение в пространстве, получив наглядное изображение предмета. Так как картинная плоскость не параллельна ни одной из координатных осей, то имеются искажения отрезков по длине параллельных координатным осям. Это искажение может быть равным по всем трём осям — изометрическая проекция, одинаковыми по двум осям — диметрическая проекция и с искажениями разными по всем трём осям — триметрическая проекция.